# Рузаевка (футбольный клуб)
«Рузаевка» (каз. Рузаевка футбол клубы) — бывший казахстанский футбольный клуб из села Рузаевка Северо-Казахстанской области.

## История
ФК «Рузаевка» ведёт свою историю с 1998 года. Клуб был создан при слиянии двух команд села Рузаевка — РОС и «Истоки». В первый же год своего существования он выиграл золото чемпионата Целинного района.
С 1998 по 2015 год команда участвовала и неоднократно становилась победителем районных чемпионатов, а также выступала в республиканских любительских турнирах.
В 2014 году клуб впервые участвовал во Второй лиге Казахстана. Пройдя успешно групповой этап и выйдя в плей-офф, команда заняла 4-е место, в матче за 3-е место уступив алматинскому «Kaspi Bank» со счётом 1:4.
В 2015 году «Рузаевка» снова занимает 4-е место во Второй лиге Казахстана, в матче за 3-е место уступив шымкентскому «Шалкару» со счётом 1:2.
Так как в межсезонье 2016 года турнир Второй лиги претерпел изменения и получил профессиональный статус, «Рузаевка» единственная из любительских команд подала заявку для участия в первенстве Казахстана среди команд Второй лиги. По итогам заседания лиги «Рузаевка» была допущена к участию в первенстве и получила статус профессионального клуба.
В дебютном для себя сезоне в профессиональном статусе «Рузаевка» проводит свои домашние матчи на стадионе «Жастар» в селе Новоишимское. Долгое время находясь в числе лидеров первенства, по итогам сезона она занимает лишь 12-е место.
В 2017 году руководством клуба в целях улучшения инфраструктуры команды и логистики было принято решение изменить место базирования команды на город Алматы и проводить домашние матчи на стадионах УТЦ ЦСКА МО РК (спортивная база города Алматы) и УТЦ ЦСКА имени Панфилова в Алматинской области.
Руководством клуба был подписан меморандум о сотрудничестве с Спортивным комитетом ЦСКА Казахстана и Алматинской международной академией футбола. По итогам сезона 2017 года «Рузаевка», несмотря на то что снова долгое время входила в число лидеров первенства, заняла 7-е место. В конце года на заседании лиги было принято решение о допуске группы подготовки футбольного клуба «Рузаевка» 2002—2004 годов рождения к участию в Первенстве Казахстана среди юношеских команд Первой лиги.
В сезоне 2018 года в рамках первенства Казахстана среди юношеских команд Первой лиги дебютировали группы подготовки «Рузаевки» 2002, 2003 и 2004 годов рождения. По итогам сезона группы подготовки «Рузаевка-2002» и «Рузаевка-2003» стали победителями, а «Рузаевка-2004» — бронзовым призёром первенства Казахстана среди юношеских команд Первой лиги.
В первенстве Казахстана среди команд Второй лиги 2018 года «Рузаевка» заняла 9-е место. Матч заключительного тура против «Актобе-М» стал для «Рузаевки» 100-м матчем на профессиональном уровне (96 — во Второй лиге и 4 — в Кубке Казахстана). В 2020 году команда заняла четвёртое место на Кубке Ала-Тоо.
В 2021 году заняло последние 12 место в конференции «Северо-Восток». В 2022 году получило отказ в сертификации на участие во Второй лиге, соответственно потеряв профессиональный статус.

## Статистика выступлений
| Сезон | Лига        | Место | И  | В  | Н | П  | МЗ | МП | Лучший бомбардир                 |
| ----- | ----------- | ----- | -- | -- | - | -- | -- | -- | -------------------------------- |
| 2016  | Вторая лига | 12    | 26 | 7  | 5 | 14 | 28 | 45 | А. Смирнов — 6                   |
| 2017  | Вторая лига | 7     | 30 | 12 | 9 | 9  | 42 | 27 | Д. Нукебай — 10                  |
| 2018  | Вторая лига | 9     | 40 | 19 | 6 | 15 | 83 | 61 | С. Хабаев и Д. Марат — 19        |
| 2019  | Вторая лига | 17    | 32 | 1  | 5 | 26 | 18 | 86 | С. Аргумбаев и М. Сабдиров — 3   |
| 2020  | Вторая лига | 6*    | 5  | 0  | 0 | 5  | 3  | 17 | М.Асими, Е.Каим и В.Шавернев — 1 |
| 2021  | Вторая лига | 12    | 22 | 0  | 2 | 20 | 16 | 74 |                                  |

И — игры, В — выигрыши, Н — ничьи, П — поражения, МЗ — мячи забитые, МП — мячи пропущенные.
- — В сезоне 2020 года Вторая лига была поделена на 4 группы по географическому признаку. «Рузаевка» выступала в группе 3.

Наивысшее достижение в Кубке Казахстана — предварительный раунд (2017, 2018 и 2019).

## Игроки в символических сборных
2014 год:
- Тимур Жалмухамбетов — лучший полузащитник Второй лиги.

2015 год:
- Серик Тайкенов — лучший нападающий Второй лиги.

2018 год:
- Дамир Марат — лучший правый полузащитник Второй лиги.

## Капитаны
- Мухамадия Ахмадеев (2016),
- Даурен Суюнов (2017),
- Максим Фоменко (2018),
- Дамир Марат (2018),
- Есенжол Бердибек (2019),
- Айсултан Сейдахмет (2019),
- Алексей Повышев (2020),
- Артем Акиньшин (2020).

## Главные тренеры
- Дмитрий Полховский (2016),
- Серик Абдуалиев (2017),
- Максим Шевченко (2018),
- Тимур Молдагалиев (2019),
- Владимир Берикбаев (2019),
- Алексей Кораблев (2020).

## Рекордсмен по количеству матчей в первенствах
- Алексей Смирнов — 70 матчей.

## Лучшие бомбардиры в первенствах
- Дамир Марат — 19 голов,
- Данияр Нукебай — 19 голов,
- Салман Хабаев — 19 голов.
- Толагаев Райымбек - 21 голов